# Kondrin
Kondrin est une commune rurale située dans le département de Béré de la province du Zoundwéogo dans la région du Centre-Sud au Burkina Faso.

## Géographie
Kondrin est situé à environ 4 km au nord-ouest de Béré.

## Santé et éducation
Le centre de soins le plus proche de Kondrin est le centre de santé et de promotion sociale (CSPS) de Béré tandis que le centre médical (CMA) le plus proche se trouve à Manga.